# هوب بلاك
هوب بلاك (بالإنجليزية: Hope Black)‏ هي عالمة الأحياء البحرية أسترالية، ولدت في 1919، وتوفيت في 25 يناير 2018.